# Athetis bytinskii
Athetis bytinskii là một loài bướm đêm trong họ Noctuidae.